# Amazon Prime Video
Amazon Prime Video, hay ngắn gọn là Prime Video, là một dịch vụ xem video, phim, thể thao, v.v. trực tuyến bằng cách trả tiền của tập đoàn công nghệ Amazon.com, Inc..
Ra mắt vào ngày 7/9/2006 với tên gọi Amazon Unbox tại Mỹ, dịch vụ này hiện đã phát triển thành một thư viện video, với tính năng Prime Video - thành viên trả tiền để xem video độc quyền. Tính tới đầu tháng 5/2021, nền tảng này có khoảng hơn 170 triệu tài khoản đăng ký trên toàn thế giới.